# Chamaecrista arenicola
Chamaecrista arenicola är en ärtväxtart som först beskrevs av René Viguier, och fick sitt nu gällande namn av Du Puy. Chamaecrista arenicola ingår i släktet Chamaecrista och familjen ärtväxter.

## Underarter
Arten delas in i följande underarter:
- C. a. arenicola
- C. a. dunensis